# Fernando Collor de Mello
Fernando Affonso Collor de Mello (Río de Janeiro, 12 de agosto de 1949) es un político brasileño. Fue el 32°. presidente constitucional de la República de Brasil entre el 15 de marzo de 1990 y el 29 de diciembre de 1992, el primero después de la restauración de la democracia brasileña, también fue el político más joven en asumir la presidencia en la historia de Brasil.
Su mandato estuvo marcado por la aplicación del pacote, el plan de reestructuración más severo de la historia del país: privatización de empresas, desregulación de las negociaciones salariales, confiscación temporal de ahorros y depósitos bancarios, recortes en programas sociales, etc. El desempleo aumentó, los salarios cayeron y el país se encontró en recesión económica. Estos desajustes en el plano económico y las acusaciones por corrupción que salieron a la luz en 1992, llevaron a la presentación de un  impeachment en el parlamento  que lo destituyó de la presidencia.

## Origen y ascenso
Collor de Mello provenía de una familia poderosa del estado nordestino de Alagoas, dedicada al negocio de las comunicaciones. Trabajó como periodista en el Jornal do Brasil. Entró en la política siendo diputado federal, después como prefecto (alcalde) de Maceió (capital de Alagoas) y como Gobernador del Estado de Alagoas. También llegó a ser presidente del club de fútbol CSA. Su estilo personal era de un hombre elegante, atlético y de espíritu joven, lo que llevó a que el Presidente de Estados Unidos, George H. W. Bush, lo llamara el "Indiana Jones de América Latina".
Collor de Mello se presentó como candidato a Presidente para los comicios de 1989 a través del PRN (Partido da Reconstrução Nacional, Partido de la Reconstrucción Nacional en español), un pequeño partido de derecha, que logró captar apoyos tanto en las clases altas como en las bajas. La campaña Collor de Mello se basó en prometer medidas para combatir la inflación y en mostrarse opuesto a los burócratas, acusándolos de corrupción y de cobrar elevados sueldos, un discurso que resultó atrayente para una sociedad distanciada de la clase política. Por otro lado, Collor de Mello logró obtener el apoyo de la derecha, ya que era considerado como el único capaz de derrotar al candidato de la izquierda, Luiz Inácio Lula Da Silva.
El perfil de Collor de Mello fusionaba rasgos de los antiguos caudillos populares, mientras que por otro lado se presentaba como un político nuevo que prometía la modernización definitiva del Brasil. Finalmente, en los comicios del domingo 17 de diciembre de 1989 fue elegido presidente del país, en segunda vuelta contra el candidato Luiz Inácio Lula da Silva.

## Presidencia (1990-1992)

### Apogeo

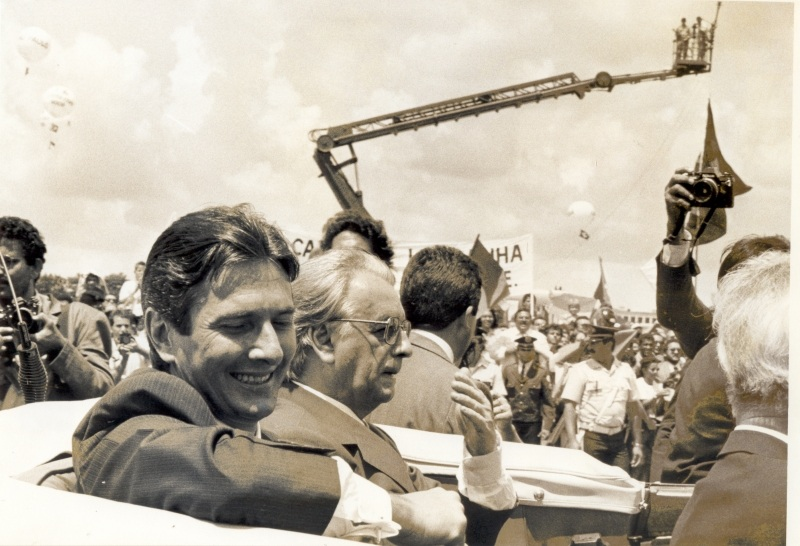
El presidente Fernando Collor acompañado del vicepresidente Itamar Franco en el Palácio do Planalto.

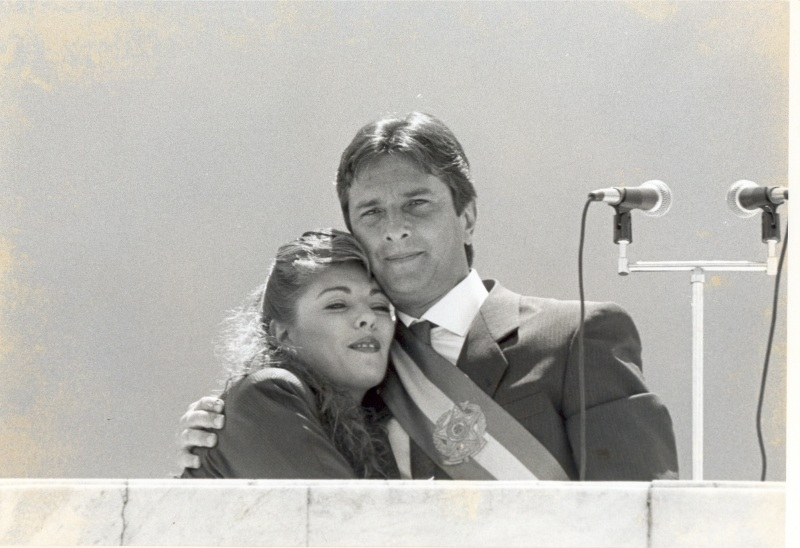
Fernando Collor y su esposa Rosane Brandão de Maltao.

En la década de 1980, al igual que muchos países de la región, Brasil inició su retorno a la democracia, proceso encabezado por José Sarney. Sin embargo, en el plano económico la situación era muy compleja, ya que existía un enorme desequilibrio fiscal que no podía ser financiado con deuda externa, por lo tanto toda la presión recaía sobre la moneda local que sufrió una fuerte desvalorización.
En 1989, en medio de la caída de la Unión Soviética, surgió el denominado "Consenso de Washington", un conjunto de recetas neoliberales que fueron recomendadas a los países de América Latina para impulsar sus economías. Las bases de dicho consenso eran la disciplina macroeconómica, la implementación de una economía de mercado y la apertura al mundo. En la práctica los países de la región deberían reducir su gasto público y abrir la mayor parte de sus empresas estatales a la inversión privada, principalmente extranjera. En un marco de inflación descontrolada, las propuestas de Collor de Mello, alineadas al "Consenso de Washington", resultaron atractivas para vastos sectores de la población.
Su campaña electoral recibe una importante financiación y apoyo de los medios de comunicación, especialmente TV Globo. Su oponente es el ex sindicalista Luiz Inácio Lula da Silva, que preocupa a las clases acomodadas con su programa de transformaciones sociales y ruptura con las recomendaciones del FMI.
Cuando Fernando Collor de Mello asumió la presidencia, su partido solo contaba con una minoría parlamentaria, sin embargo, confiaba en la legitimidad que le habían otorgado los electores [cita requerida]y en su vínculo con el pueblo a través de los medios masivos de comunicación. El nuevo Presidente eludió al Congreso llevando adelante su plan de gobierno a través de decretos legislativos provisorios de necesidad y urgencia, aunque en la práctica no siempre se trataba de situaciones de emergencia. Collor de Mello emitió en sus primeros 60 días de gestión 37 medidas provisorias.
Las reformas impulsadas por el gobierno se basaron en la privatización de las empresas del Estado, la liberalización de los controles de cambios, la reducción del déficit fiscal, la supresión de órganos gubernamentales, la eliminación de subsidios y el despido masivo de empleados de la función pública federal. Estableció un congelamiento temporario de precios y salarios y un incremento de las tarifas de servicios públicos Aunque la medida más controversial fue la restricción para el retiro de dinero de las cuentas bancarias.
Sin embargo los resultados no eran los esperados: tras una disminución inicial la inflación se reavivó a mediados de 1990. La economía seguía estancada y la caída del PBI era la mayor registrada desde la posguerra, mientras que 7.500.000 personas habían perdido sus empleos como resultado de las políticas de Collor de Mello.   De Mello dio inicio a una política de privatizaciones a gran escala. Desde su primer día como Presidente propuso medidas radicales para controlar la inflación, como el fin de la fijación de precios, que a largo plazo se mostraron ineficaces, adoptando "Consenso de Washington", un conjunto de recetas neoliberales que fueron recomendadas a los países de América Latina para impulsar sus economías. Las bases de dicho consenso eran la implementación de una economía de mercado y la apertura, la reducción de su gasto público y privatizar sus empresas estatales La espiral inflacionaria se transformó en hiperinflación, alcanzando entre los meses de febrero de 1989 y marzo de 1990, el 2.751%. A pesar de las medidas de privatizaciones a gran escala y fuertes recortes del gasto público no dieron resultado y la inflación se reavivó a mediados de 1990.  La situación económica había ido empeorando, la moneda se había devaluado fuertemente, la inflación era muy alta y la deuda externa era una pesada carga para el país las reservas internacionales cayeron a 6.555 millones de dólares y el déficit  fiscal global en el momento del cambio del gobierno representaba el 15,1% del PBI.

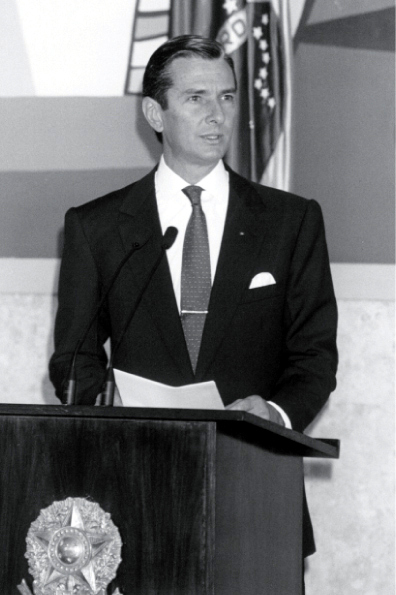
Fernando Collor de Mello en un discurso en el Palácio de Planalto en 1991.

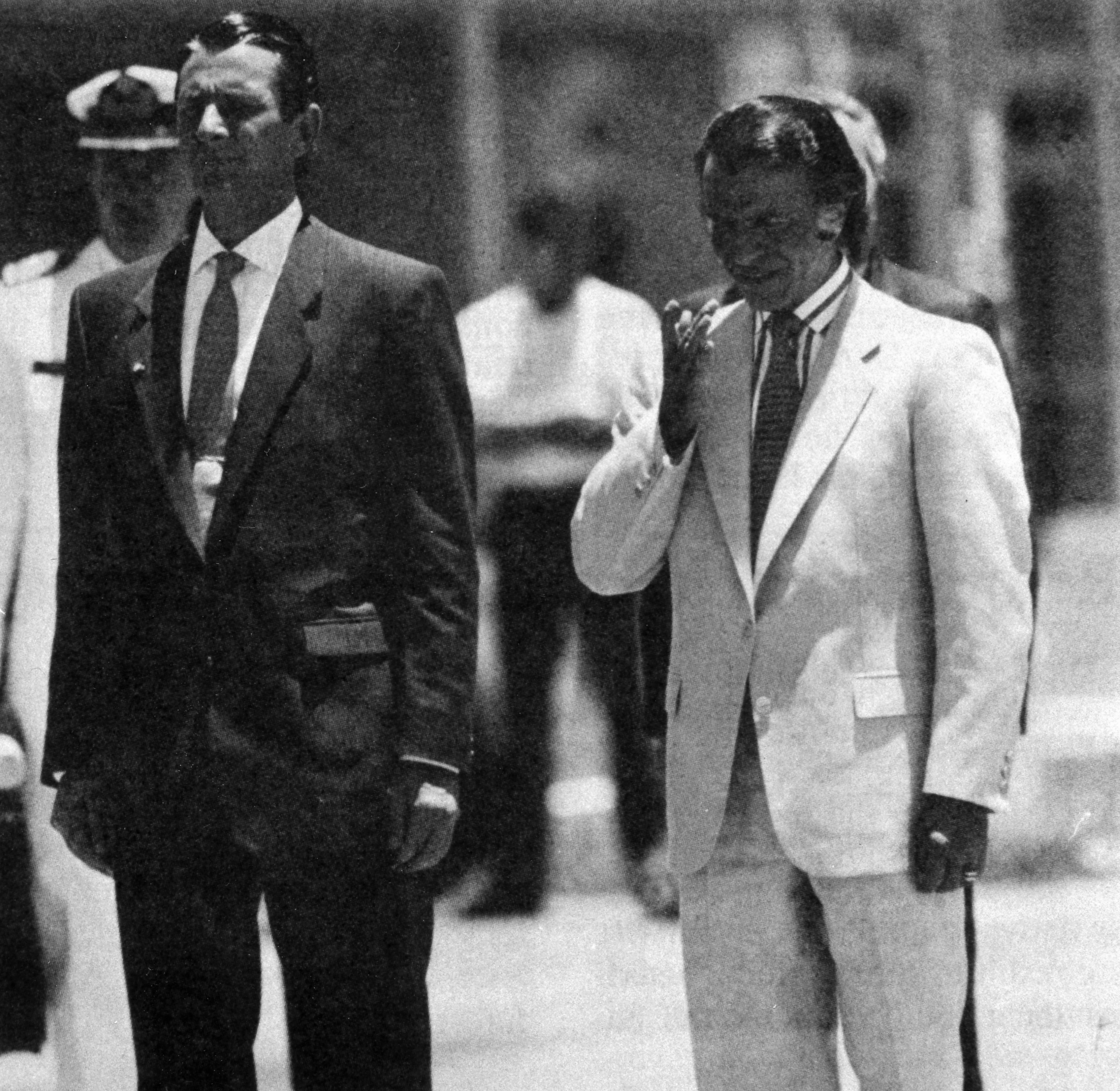
Fernando Collor de Mello con su homólogo argentino Carlos Saúl Menem el 28 de noviembre de 1990.

La ciudadanía en general respaldo las medidas hasta mediados de 1991, cuando se hizo evidente que la situación no mostraba signos de mejoría, muy por el contrario, para el año 1992, la inflación rondaba el 1200% anual y la caída del PBI era del 1,5%. Allí Collor de Mello entendió que no podía seguir gobernando solo e intentó un acercamiento hacia los partidos políticos, aunque la creciente impopularidad del Presidente hizo que estos se distanciaran aún más del Gobierno para no quedar identificados con un proceso en franco declive.

### Caída

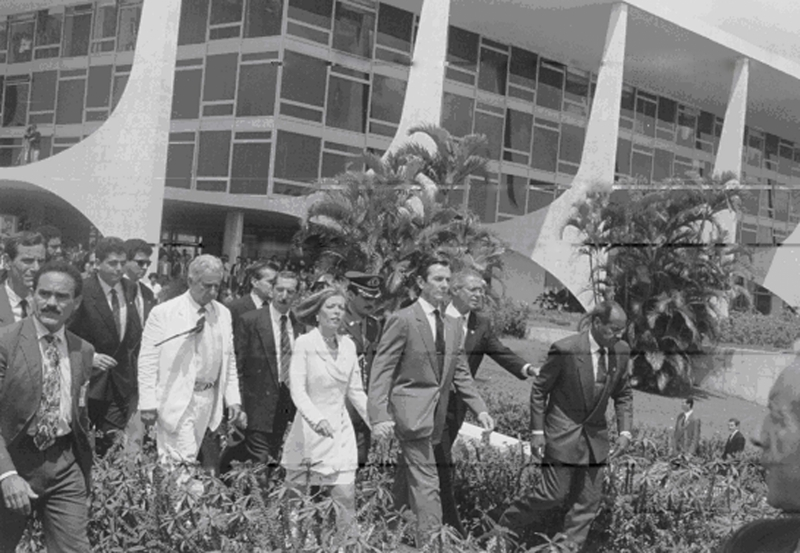
Tras el Impeachment, Fernando Collor abandona el Palacio de Planalto

Contrariamente a lo que tanto había predicado en su campaña, Fernando Collor de Mello estableció un gran esquema de corrupción política, utilizando el tráfico de influencias, y el sistema de lobby gubernamental a cambio de sobornos, para obtener dinero de empresarios y funcionarios públicos a cambio de favores políticos, utilizando para ello a su tesorero de campaña, Paulo César Farías.
En octubre de 1991 el presidente del monopolio estatal Petrobrás presentó su renuncia como protesta por haber sido presionado por Paulo Farías para ejecutar una operación irregular. Meses después, el 10 de mayo de 1992, el escándalo se hizo público a través el propio hermano menor del Presidente, Pedro Collor de Mello, quien describió con todo lujo de detalles la red de tráfico de prebendas, contratos ilícitos y desvío de fondos, orquestada por el extesorero de campaña y amigo íntimo del mandatario.
Esto llevó a que el Congreso iniciara investigaciones posteriormente a lo largo de 1991 y 1992, unidas a indagaciones particulares de la prensa brasilera a nivel nacional. Afrontando un pedido oficial de destitución del cargo en el Congreso de Brasil, en agosto de 1992, Collor de Mello pidió a sus partidarios que se manifestasen contra su destitución por corrupción política, alegando que ésta "sería un golpe de estado".[cita requerida]
No obstante en la fecha de votación congresal, el sector estudiantil denominado "Caras pintadas" lanzó grandes manifestaciones callejeras en favor de la remoción de Collor de Mello, desfilado en las calles de Brasilia con ropas negras y rostros pintados con los colores de la bandera del Brasil (en contraste con el pedido de Collor de Mello, que sus partidarios desfilasen vistiendo los colores de la bandera nacional). También se vivía un bloqueo bancario de los "activos financieros", principal medida adoptada para refrenar el desastre de la inflación, que redujo más la popularidad del presidente, agravada con el escándalo de corrupción.
Ante la abrumadora pérdida de respaldo popular, el Congreso aprobó el inicio de un juicio penal a Collor de Mello por 441 votos a favor y 28 en contra. El 29 de septiembre de 1992 Collor se alejó de la Presidencia debido a la profundización de las investigaciones, mientras el parlamento brasilero continuaba sus investigaciones, citando testigos y examinando documentos para evaluar un posible juicio político (que implicaba la destitución del presidente). En el último día del procedimiento, el 29 de diciembre de 1992, Collor de Mello envió a su asistente al Senado brasilero para leer allí la carta de renuncia del propio Collor, lo cual dejaba a su vicepresidente Itamar Franco como nuevo Jefe de Estado (pese a lo significativo del acontecimiento, la noticia de su dimisión se vio parcialmente opacada en los medios por el asesinato de la actriz Daniella Perez el día anterior). Pese a esto el procedimiento continuó, ya no para pedir la destitución de Collor sino para discutir si éste había cometido un delito que implicara su pérdida de derechos políticos. De este modo de convirtió en el segundo presidente latinoamericano en ser sometido a juicio político, ya que el dudoso honor de ser el primero le corresponde al mandatario paraguayo José P. Guggiari, enjuiciado en octubre de 1931 por el Congreso a pedido suyo y absuelto en enero de 1932. Fernando Collor de Mello se convirtió en el primer presidente latinoamericano electo en ser sometido a juicio político por corrupción.

## Regreso a la política
El Tribunal Supremo Federal de Brasil La principal prueba contra Collor, los archivos de la computadora personal de Farías, no fueron admitidos pues se obtuvieron de modo ilegal durante una redada policial ordenada por un juez no competente; el proceso terminó en diciembre de 1994, condenando a Farías (indultado en diciembre de 1995) y llevaría al tribunal a absolver a Collor de Mello. No obstante, en junio de 1996 Paulo César Farías fue hallado muerto de un disparo en su casa de playa en Maceió, junto al cadáver de su joven pareja Suzana Marcolino.
Collor, pese a la sentencia del Tribunal Supremo, fue considerado culpable por el Congreso de Brasil, que le quitó sus derechos políticos por ocho años desde 1994. En 2002 intentó volver a la política, aspirando a ser Gobernador de Alagoas otra vez, pero no tuvo éxito. Entonces dijo que no deseaba volver a presentarse candidato a puestos públicos, por lo que se dedicó a trabajar en el sector privado hasta que aceptó en 2006 una candidatura al Congreso. En el año 2010 intentó obtener nuevamente el cargo de gobernador de Alagoas pero perdió la elección.
Fue involucrado también en el secuestro y asesinato del activista y defensor de los campesinos sin tierras Francisco Alves Mendes Filho, más conocido como Chico Mendes; crimen no resuelto.
El 1 de octubre de 2006 fue elegido senador por el nororiental estado de Alagoas tras postular por el modesto Partido Renovador Laborista Brasileño (PRTB, por su sigla en portugués), después cambiando al Partido Laborista Brasileño (PTB, por su sigla en portugués).
El exgobernante obtuvo un 44.04 por ciento de los votos, seguido del exgobernador Ronaldo Lessa, del Partido Democrático Laborista, con 40.06 por ciento.[cita requerida]En 2016 el procurador general, Rodrigo Janot, denunció al senador Fernando Collor de Mello de corrupción pasiva  y pidió una restitución de 154,7 millones de reales unos 49,3 millones de dólares.
En febrero de 2018, anunció su candidatura para las elecciones presidenciales. Con menos de 1 % de intenciones de voto, se retiró.

## Corrupción
Collor, junto a Eduardo Cunha comenzaron a ser juzgados en otra causa cuando el Tribunal Supremo autorizó la investigación contra 49 políticos aforados, condición por la que se les juzga en tribunales superiores en la trama de la Operación Lava Jato.
En agosto de 2017, la Fiscalía General acusa a Collor de haber recibido sobornos de más de 29 millones de reales entre 2010 y 2014 por varias operaciones relacionadas con la empresa BR Distribuidora.

## Familia
Es hijo de Arnon Afonso de Farias Mello y Leda Collor.
Su abuelo materno, Lindolfo Collor, fue Ministro de Trabajo de Getúlio Vargas en 1930.
En 1975 se casó con Lilibeth Monteiro de Carvalho, con quien tuvo dos hijos, Arnon Afonso de Mello Neto y Joaquim Pedro Monteiro de Carvalho Collor de Mello. Después se divorciaron.
En 1984 se casó con Rosane Brandão Malta, quien fue Primera Dama.
Desde 2006 está casado con la arquitecta alagoana Caroline Medeiros, con quien tuvo dos hijas gemelas, Cecile y Celine.